# Németh Béla (orvos)
Németh Béla (Nagybánya, 1916. január 26. – Budapest, 1988. április 28.) szemész, egyetemi tanár, az orvostudomány kandidátusa (1957).

## Életpályája
Egyetemi tanulmányait a budapesti Pázmány Péter Tudományegyetemen végezte el; 1941-ben orvosi diplomát szerzett. 1941–1953 között a budapesti II. sz. Szemészeti Klinikán gyakornok, tanársegéd és adjunktus, 1950–1956 között a Magyar Szemorvos Társaság főtitkára volt. 1951–1963 között mellékállásban a Központi Állami Kórház rendelőintézeti szemész főorvosa, 1960–1970 között a józsefvárosi Semmelweis Kórház szemész-főorvosa, 1963–1966 között igazgatója volt. 1964-től a Francia Szemorvos Társaság tiszteletbeli tagja, 1967–1970 között a Központi Állami Kórház igazgató-főorvosa volt. 1970–1984 között a Semmelweis Egyetem II. sz. Szemészeti Klinikájának igazgatója és egyetemi tanára volt. 1972-ben a budapesti szemészeti Európa-kongresszus főtitkára volt.

### Szakterülete
A retinaleválás gyógyításával, a szem és a keringés összefüggéseivel, valamint a szem környékének daganataival foglalkozott. Eredményeket ért el a műtéti eljárások tökéletesítésében is. 75 tanulmánya, cikke jelent meg.

## Emlékezete
Sírja a Farkasréti temetőben található (60/8-1-566).

## Díjai
- Érdemes orvos (1953)
- Kiváló orvos (1966)
- Semmelweis-emlékérem (1976)[6]